# 锐头瓶尔小草
锐头瓶尔小草，为瓶尔小草科瓶尔小草属下的一个种。